# Danko Lazović
Danko Lazović (født 17. maj 1983 i Kragujevac, Jugoslavien) er en serbisk fodboldspiller, der spiller som angriber hos Videoton i Ungarn. Tidligere har han spillet for klubberne FK Teleoptik og Partizan Beograd i sit hjemland, for Feyenoord, Vitesse og PSV Eindhoven i Holland, Zenit St. Petersburg i Rusland, samt på lejebasis for tyske Bayer Leverkusen og russiske FC Rostov.

## Landshold
Lazović står (pr. april 2018) noteret for 47 kampe og 11 mål for Serbiens landshold, som han debuterede for den 27. marts 2002 i en venskabskamp mod Brasilien. Han deltog ved VM i 2010.